# Bobadilla del Campo
Bobadilla del Campo – gmina w Hiszpanii, w prowincji Valladolid, w Kastylii i León, o powierzchni 32,7 km². W 2011 roku gmina liczyła 314 mieszkańców.